# Ad-Duha
Ad-Duha (arab. الضحى) – wieś w Syrii, w muhafazie muhafazie Aleppo. W 2004 roku liczyła 336 mieszkańców.